# Fejlfinding
Fejlfinding er en form for problemløsning, der ofte anvendes til reparation af mislykkede produkter eller processer på en maskine eller et system. 
Det er en logisk, systematisk søgning efter kilden til et problem for at løse det og gøre produktet eller processen operationel igen. Fejlfinding er nødvendig for at identificere symptomerne. At bestemme den mest sandsynlige årsag er en eliminationsproces - eliminering af potentielle årsager til et problem. Endelig kræver fejlfinding bekræftelse på, at løsningen gendanner produktet eller processen til dets arbejdstilstand. 
Generelt er fejlfinding at identificere eller diagnosticere "problemer" i styringsstrømmen i et system forårsaget af en slags fejl. Problemet beskrives oprindeligt som symptomer på funktionsfejl, og fejlfinding er processen med at bestemme og afhjælpe årsagerne til disse symptomer.
Et system kan beskrives i form af dets forventede, ønskede eller tilsigtede opførsel (normalt for kunstige systemer, dets formål). Begivenheder eller input til systemet forventes at generere specifikke resultater eller output. (F.eks. Er valg af "udskriv" fra forskellige computerapplikationer beregnet til at resultere i en hardcopy, der kommer fra en bestemt enhed). Enhver uventet eller uønsket adfærd er et symptom. Fejlfinding er processen med at isolere den specifikke årsag eller årsager til symptomet. Ofte er symptomet en fejl i produktet eller processen med at producere nogen resultater. (Intet blev for eksempel trykt). Der kan derefter træffes korrigerende handlinger for at forhindre yderligere fejl af lignende art.
Skabelon:Sutb